# Madeleine Bracquemond

Madeleine Bracquemond, née le 15 janvier 1898 à Paris et morte le 5 décembre 1981 à Antony, est une athlète spécialiste du saut en hauteur et footballeuse internationale. française évoluant au poste d'attaquante.

## Biographie
Madeleine Louise Fernande Bracquemond est la fille de Charles Alexandre Bracquemond, employé, et de Louise Hermance Ernestine Rivière.
Engagée dans les épreuves d'athlétisme des Jeux mondiaux féminins, elle remporte la médaille de bronze du saut en hauteur en 1921, derrière sa compatriote Frédérique Küsel qui prend l'or. L'année suivante, ces places s'inversent: Madeleine Bracquemond monte sur la plus haute marche du podium et s'attribue l'or du saut en hauteur.
Pratiquant également d'autres sports, Mado comme elle est surnommée excelle au football, occupant le poste d'interdroit et de capitaine, au sein de la première équipe de France féminine de football.
En 1928, avec son équipe du Fémina Sport, elle remporte pour la quatrième fois le Championnat de France féminin.
Elle épouse à Antony, Eugène Jeannot.
Elle est morte à l'âge de 83 ans.